# Zabezpieczenie elektroenergetyczne
Zabezpieczenie elektroenergetyczne – jest to urządzenie przeznaczone do samoczynnego zapobiegania lub samoczynnej likwidacji zakłóceń w normalnej pracy zabezpieczanego obiektu elektroenergetycznego na przykład układu elektroenergetycznego lub któregokolwiek z jego elementów. Zabezpieczenie elektroenergetyczne (ZE) jest to układ złożony z zespołu przekaźnikowego oraz urządzeń peryferyjnych, służący do ochrony zabezpieczanego obiektu od określonego rodzaju zakłócenia. 

## Działanie
Urządzenie elektroenergetycznej automatyki zabezpieczeniowej odróżniają stan zakłócenia od stanu pracy normalnej na podstawie wybranego zbioru informacji o wartości prądów, napięć, częstotliwości, temperatury itd. Obróbka tej informacji, a następnie diagnoza dotycząca stanu pracy przebiega według uprzednio zaprogramowanego algorytmu postępowania. 
Identyfikacja przez zabezpieczenie stanu zakłóceniowego w dowolnym elemencie lub układzie elektroenergetycznym  opiera się na pomiarze wielkości fizycznych, których odpowiednia zmiana w czasie charakteryzuje wystąpienie stanu zakłóceniowego. 

## Wymaganie stawiane zabezpieczeniom
Zabezpieczeniom stawia się cztery podstawowe wymagania:
- szybkość działania,
- czułość i selektywność,
- dyspozycyjność,
- pewność i niezawodność.

Oprócz powyższych podstawowych wymagań, zabezpieczeniom stawia się też wymagania dodatkowe, do których należą:
- elastyczność,
- łatwość obsługi,
- dopasowywalność,
- testowalność,
- ekonomiczność.